# 50 Songs
50 Songs è stata una classifica musicale di Radio Deejay, trasmessa il sabato pomeriggio dal 2003 al 2016.

## La trasmissione
La trasmissione consisteva nel proporre, nell'arco della sua durata (solitamente di due ore, più saltuariamente tre ore), la classifica delle cinquanta canzoni più trasmesse da Radio Deejay. Originariamente venivano trasmessi i brani più votati dagli ascoltatori tramite il sito internet dell'emittente.
La conduzione del programma, partito nel settembre 2003, fu affidata a Franceschina, sostituita poi nel gennaio 2004 da Ilario. Nella stagione 2007-2008 la conduzione passò a Federico Russo, mentre dal 2008 al 2014 la trasmissione è stata condotta da Albertino. Claudia Cassani, voce ufficiale del network, è stata al microfono della classifica dal 10 gennaio 2015 fino al giugno dello stesso anno, quando le è subentrato alla conduzione Alessandro Cattelan. Nel corso degli anni, è stata condotta saltuariamente anche da Nikki e Linus.
Le canzoni della classifica 50 Songs venivano trasmesse anche sui canali Sky Music tramite il mosaico interattivo sui canali della piattaforma Sky (raggiungibile sui canali 701 e 770) e sul canale 771 della stessa piattaforma, mentre dall'agosto 2010 diventa anche una web radio disponibile sul sito dell'emittente.
A partire dal 2009 il programma è diventato quotidiano, perdendo la sua caratteristica di classifica e andando in onda, con la conduzione di Albertino, dal lunedì al venerdì dalle 14.00 alle 15.30, lasciando al sabato la versione classifica, tra le 14.00 alle 16.00.
La versione quotidiana è stata poi gradualmente sostituita, nella primavera del 2011, dal format Asganaway, con l'arrivo da Radio 105 di Fabio Alisei, Wender e Paolo Noise. Dal 2011, dunque, 50 Songs resta in onda soltanto con l'appuntamento del sabato.
Con la chiusura di Asganaway, nel mese di luglio 2014, la trasmissione torna in onda con cadenza quotidiana al solito orario, dal lunedì al venerdì con il titolo 50 Songs Everyday e al sabato sempre nella formula "classifica".
Dal gennaio 2015, per lasciare spazio a 50 Dance, nuovo programma di Albertino, la classifica del sabato è posticipata di un'ora e la conduzione passa in mano a Claudia Cassani prima e Alessandro Cattelan poi.
Nel settembre 2015, la trasmissione quotidiana si stacca definitivamente dalla versione settimanale, prendendo il titolo Albertino Everyday.
Le ultime due puntate, nel luglio 2016, sono state condotte da Linus.
Nel settembre 2016, alla ripresa della stagione radiofonica, una riorganizzazione del palinsesto porta alla separazione di musica italiana e internazionale, e solo quest'ultima viene accolta nel programma, che cambia titolo in 30 Songs e viene condotta da Linus. I brani italiani sono invece raccolti in Deejay 4 Italy, classifica in onda al sabato mattina.
Dal settembre 2017 30 Songs torna ad accogliere i dischi di musica italiana, con la conduzione di Federico Russo.